# Fragmentace lesů

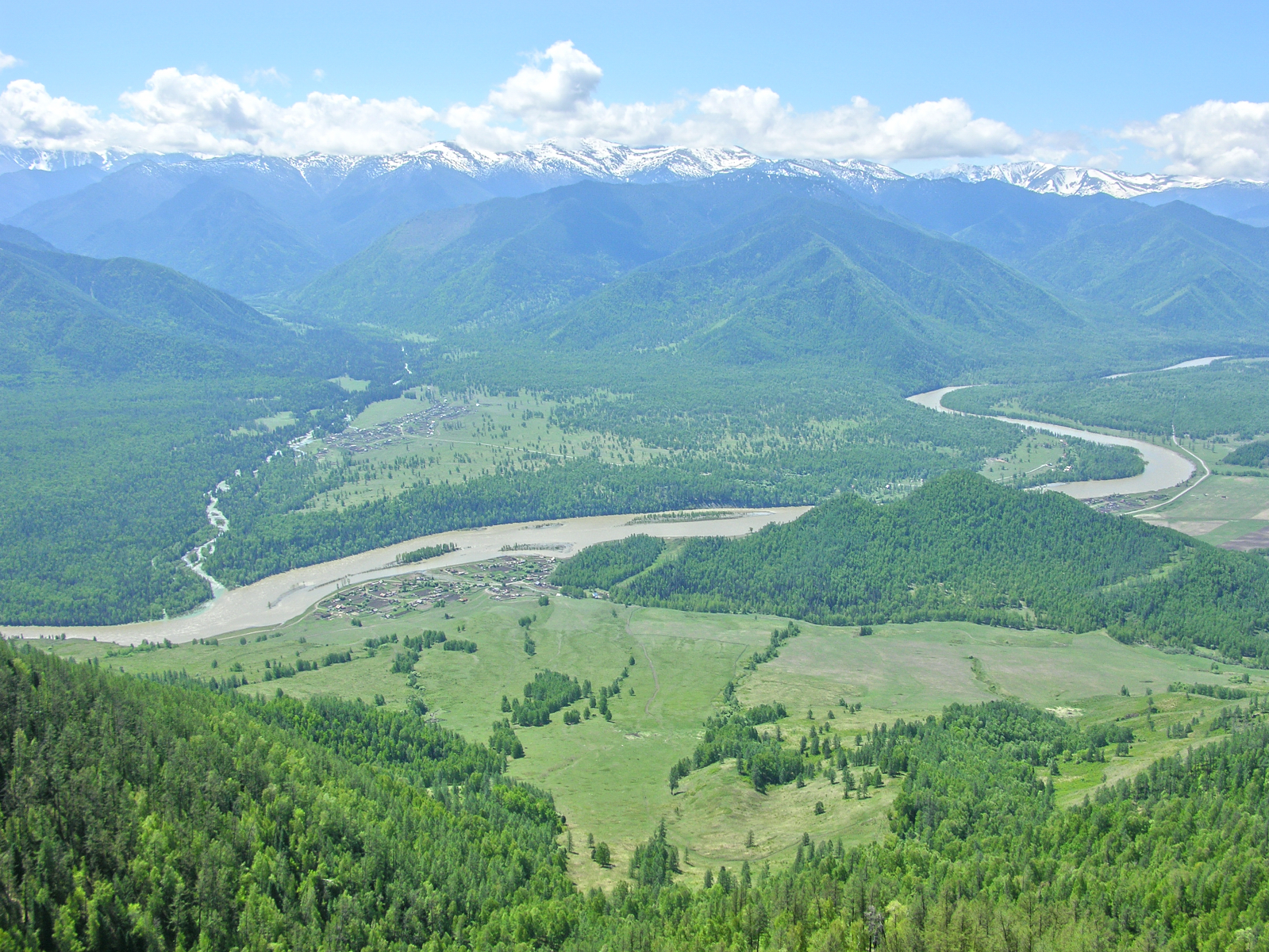
Ukázka fragmentovaných lesů

Fragmentace lesů je forma fragmentace životního prostředí, která nastane, pokud se lesy kácí způsobem, že zůstanou relativně malé, izolované oblasti lesa známé jako lesní fragmenty nebo lesní zbytky. Lesy může oddělovat zemědělská půda, louky nebo zastavěné plochy. Navazujíc na ostrovní biogeografii, zbylé lesy jsou jako ostrovy v moři polí, podcelků, obchodních prostor atd.